# کارآگاه کی: راز بیوه با فضیلت
کارآگاه کی: راز بیوه با فضیلت (کره‌ای: 조선명탐정: 각시투구꽃의 비밀) یک فیلم تاریخی سال ۲۰۱۱ محصول کره جنوبی بر پایهٔ رمانی از کیم تاک هوان است و کیم میونگ-مین در نقش شخصیت اصلی بازی کرده‌است. این فیلم چهارمین فیلم پرفروش کره‌ای در سال ۲۰۱۱ در کره جنوبی بود.

## بازیگران
- کیم میونگ-مین در نقش کیم مین، «کارآگاه کی»
- هان جی مین در نقش هان گک جو
- اوه دال-سو در نقش هان سو پیل
- لی جه یونگ در نقش وزیر ایم
- وو هیون در نقش آقای بانگ
- یه سو جونگ در نقش همسر وزیر ایم
- چوی مو سونگ در نقش استاد پزشکی
- جونگ این-گی در نقش دادرس
- لی سول گو در نقش خدمتکار ۴
- چوی جه سوپ در نقش لی بانگ
- مون کیونگ مین در نقش آهنگر پیر
- کیم ته هون در نقش ایم گو سون
- نام سونگ جین در نقش جونگ‌جو پادشاه چوسان
- یانگ هان یول در نقش برده جوان
- لی چه اون در نقش برده جوان
- کیم یونگ هون در نقش کشیش

## دنباله
کارآگاه کی یک مجموعه فیلم سه قسمتی با بازی کیم میونگ-مین در نقش شخصیت اصلی و اوه دال-سو در نقش شخصیت مکمل است. این فیلم بخش اول از مجموعه فیلم کارآگاه کی است و در ۲۷ ژانویه ۲۰۱۱ منتشر شد. دنباله‌های آن کارآگاه کی: راز جزیره گم‌شده و کارآگاه کی: راز مردگان زنده به ترتیب در سال‌های ۲۰۱۵ و ۲۰۱۸ منتشر شدند.